# Aphis amaranthi
Aphis amaranthi är en insektsart. Aphis amaranthi ingår i släktet Aphis och familjen långrörsbladlöss. Inga underarter finns listade i Catalogue of Life.